# Trebouxiales
Ordre
L’ordre des Trebouxiales est un ordre d’algues vertes de la classe des Trebouxiophyceae. 

## Liste des familles
Selon AlgaeBase (2 mai 2013) :
- famille des Botryococcaceae Wille
- famille des Trebouxiaceae Friedl